# Kassa (mansa)
Kassa, también llamado mansa Camba, fue el decimotercer mansa del Imperio de Malí en 1360. Sobrino del poderoso Mansa Musa e hijo de Mansa Souleyman, Kassa asumió el trono después de la muerte de su padre en 1360. Fue derrocado ese mismo año por el hijo de Mansa Maghan: Mari Diata II.
| Predecesor: Souleyman | Mansa de Malí 1360 – 1360 | Sucesor: Mari Diata II |